# Косембай
Косембай (каз. Көсембай) — село в Уилском районе Актюбинской области Казахстана. Входит в состав Каиндинского сельского округа. Код КАТО — 155235300.

## Население
В 1999 году население села составляло 508 человек (264 мужчины и 244 женщины). По данным переписи 2009 года, в селе проживало 485 человек (247 мужчин и 238 женщин).